# Sint-Gorikskerk (Aubechies)

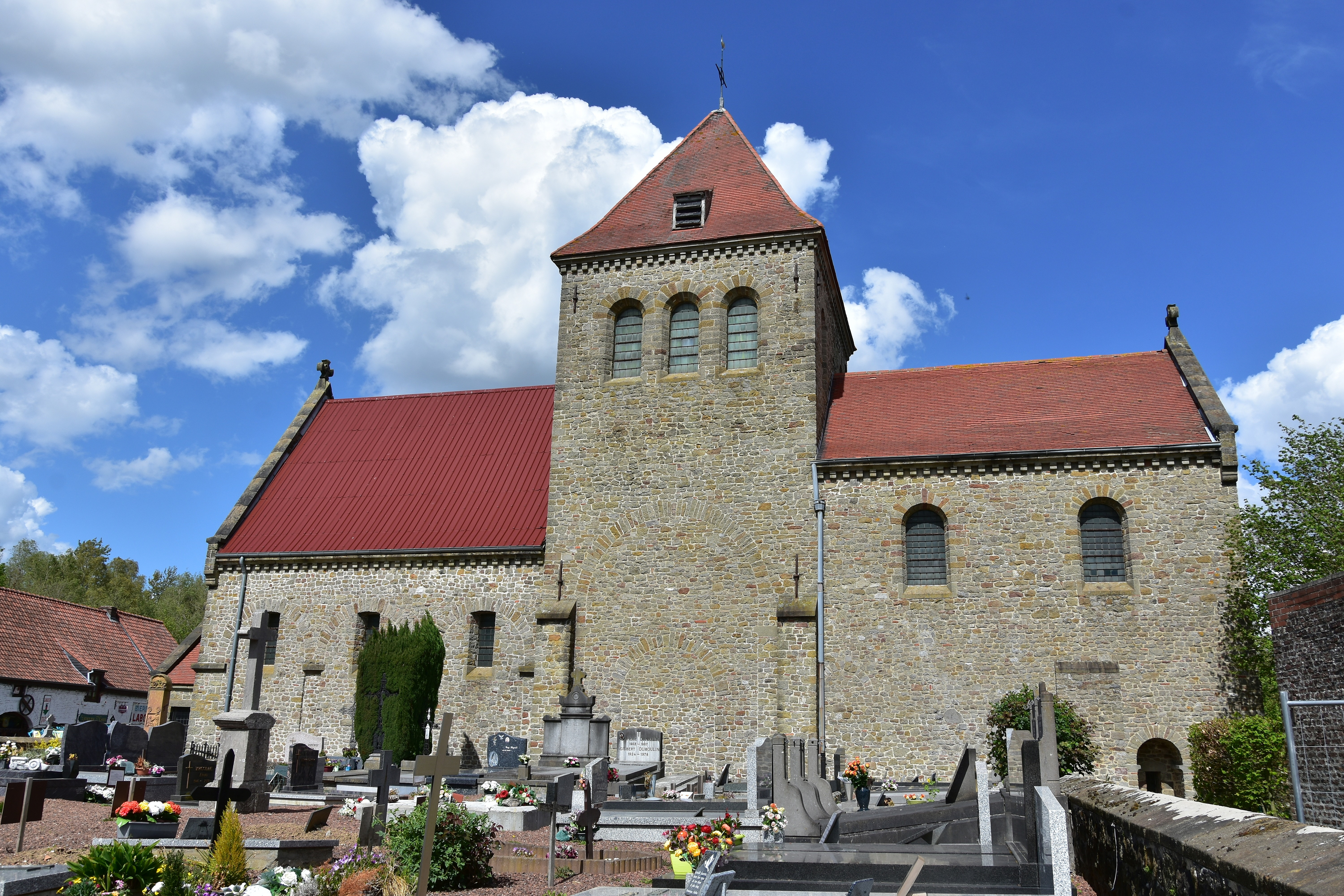
Sint-Gorikkerk

De Sint-Gorikskerk (Frans: Église Saint-Géry) is een kerkgebouw in de Belgische plaats Aubechies, toegewijd aan de heilige Gorik. De kerk, waarvan de oorsprong teruggaat tot de 11e eeuw, is tussen 1900 en 1904 quasi heropgebouwd in neoromaanse stijl.

## Historiek
In de 11e eeuw vestigden zich enkele benedictijnermonniken in Aubechies met de bedoeling er een abdij te stichten. Deze abdij (priorij) kwam nooit tot stand. Er werd wel een kapel gebouwd in de romaanse stijl die toen gangbaar was.
In 1454 dreigde de kapel in verval te raken en werd besloten een nieuwe kerk te bouwen. De oorspronkelijke plannen werden gehandhaafd en boven het transept werd een toren met een spits gebouwd. Het schip werd vergroot. In de loop van de tijd vonden verschillende restauraties plaats. In de 19e eeuw was de kerk praktisch een ruïne en werd het project ontwikkeld om een nieuwe kerk te bouwen. Uiteindelijk besloot men tot restauratie van de bestaande kerk die zo ingrijpend was dat het een wederopbouw werd.
De architect liet de houten toren verwijderen en bouwde de lantaarntoren die anno 2021 te zien is. Aan de linkerzijde van het gebouw bouwde hij de huidige sacristie en de wenteltrap die toegang geeft tot de klokkentoren. Hij bouwde het voorportaal, verstevigde de muren en sloot de zijdeur waardoor de parochianen binnenkwamen. Onder het koor ontdekte men in de jaren 1960 een crypte met daarin een Romeins bassin, waarschijnlijk gewijd aan een nimf. De kerk werd dus gebouwd op de plaats van een oude Romeinse tempel.

## Galerij

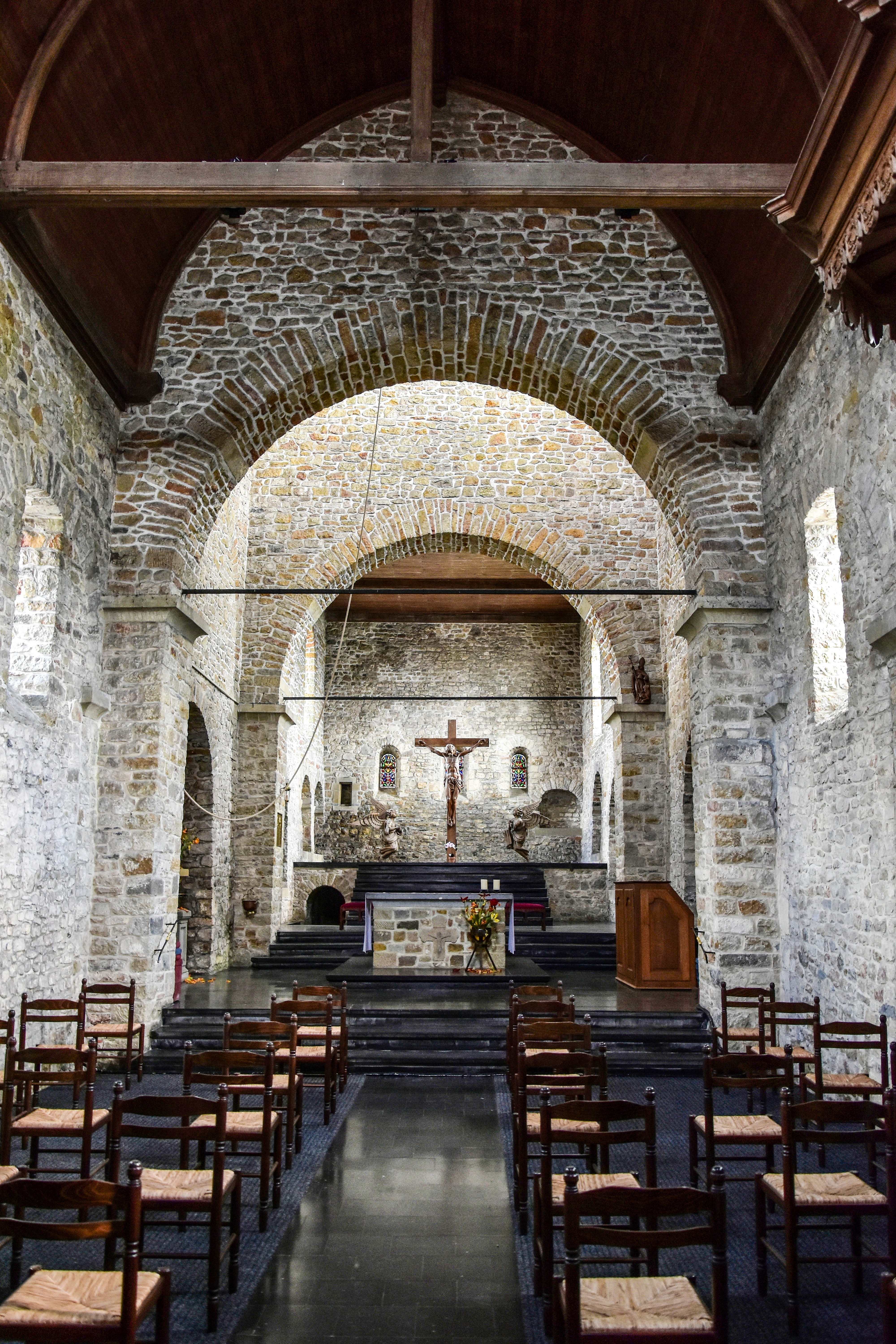
Voorzijde kerkschip
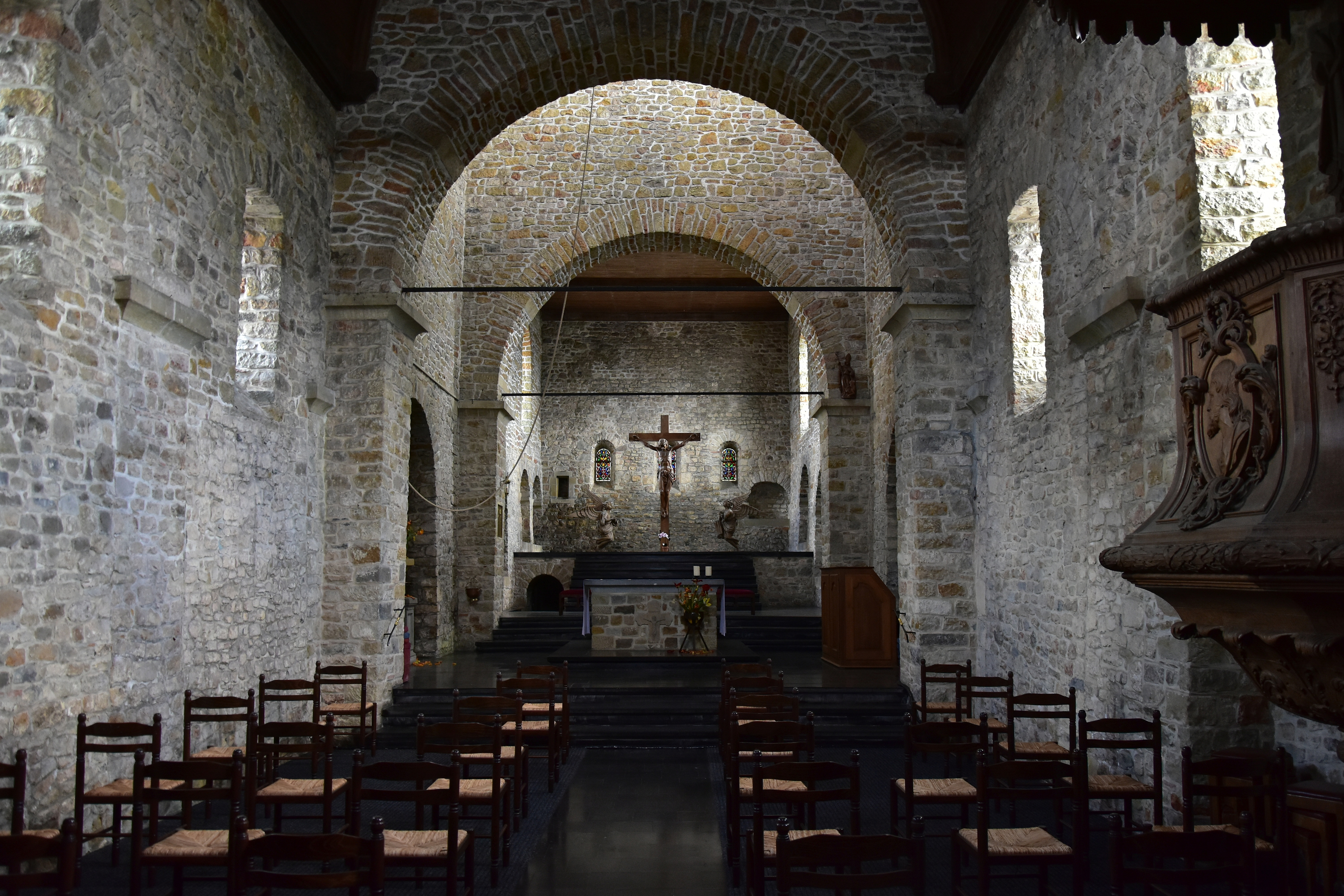
Het kerkschip
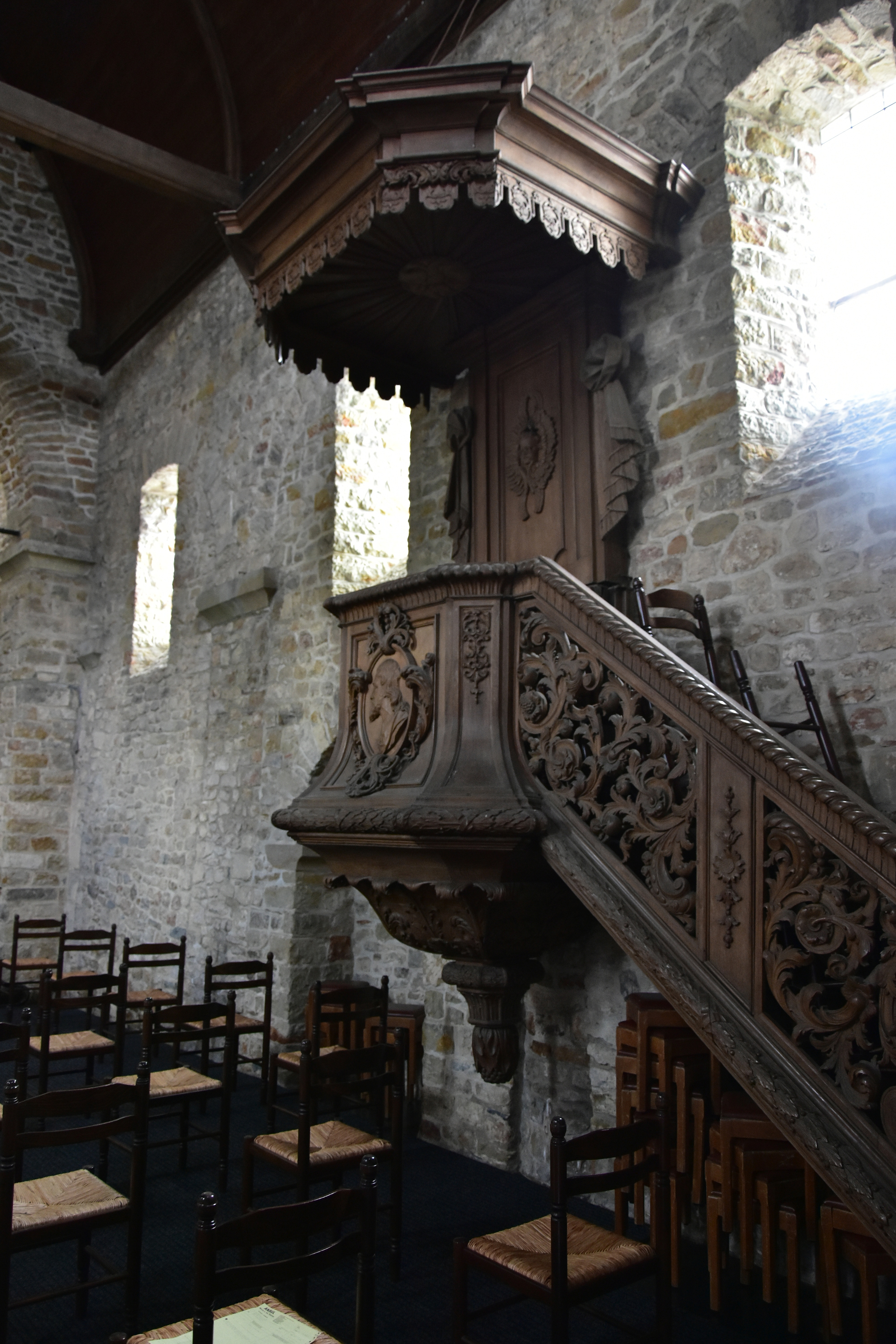
De preekstoel
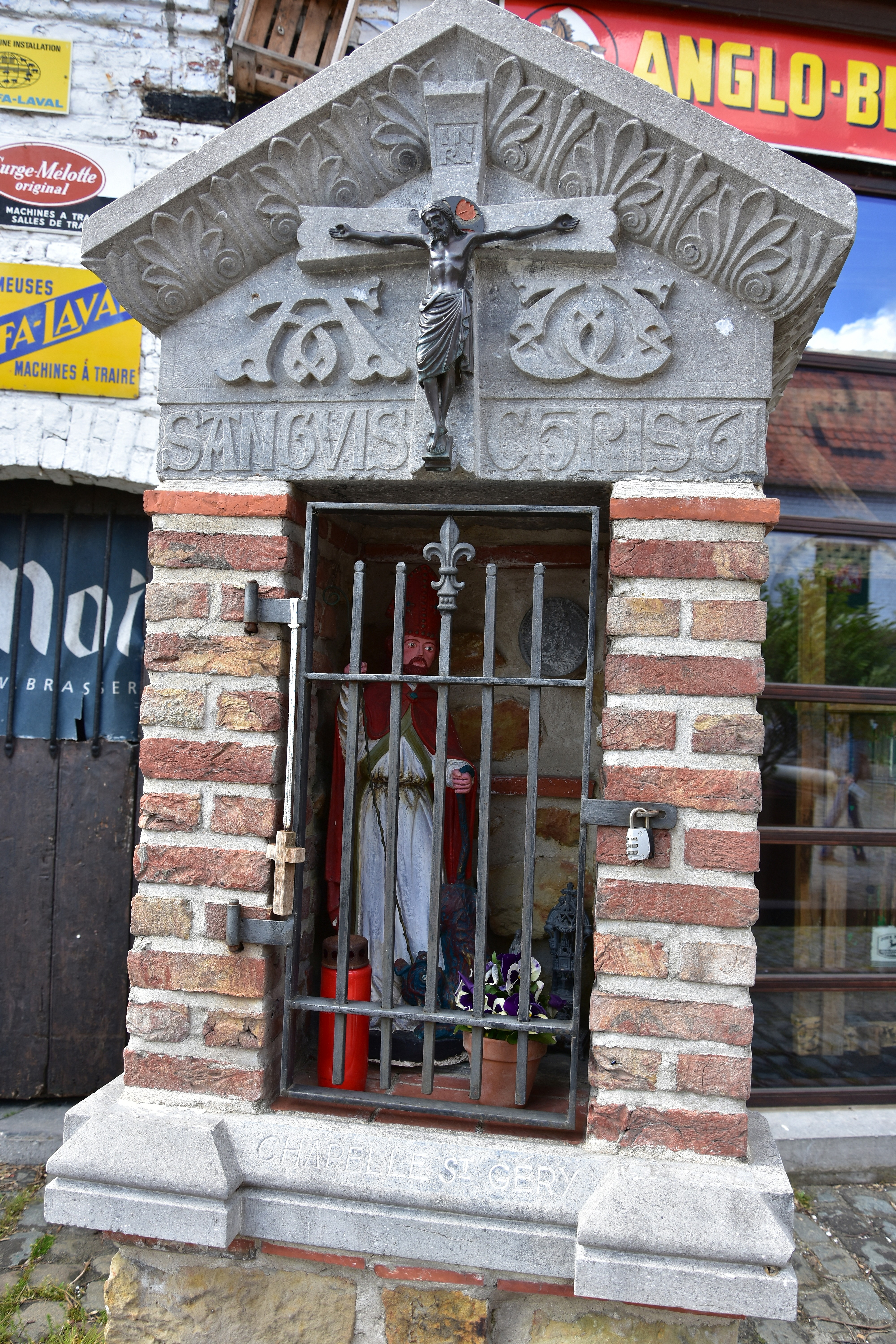
Kapel van Sint-Gorik op het kerkhof
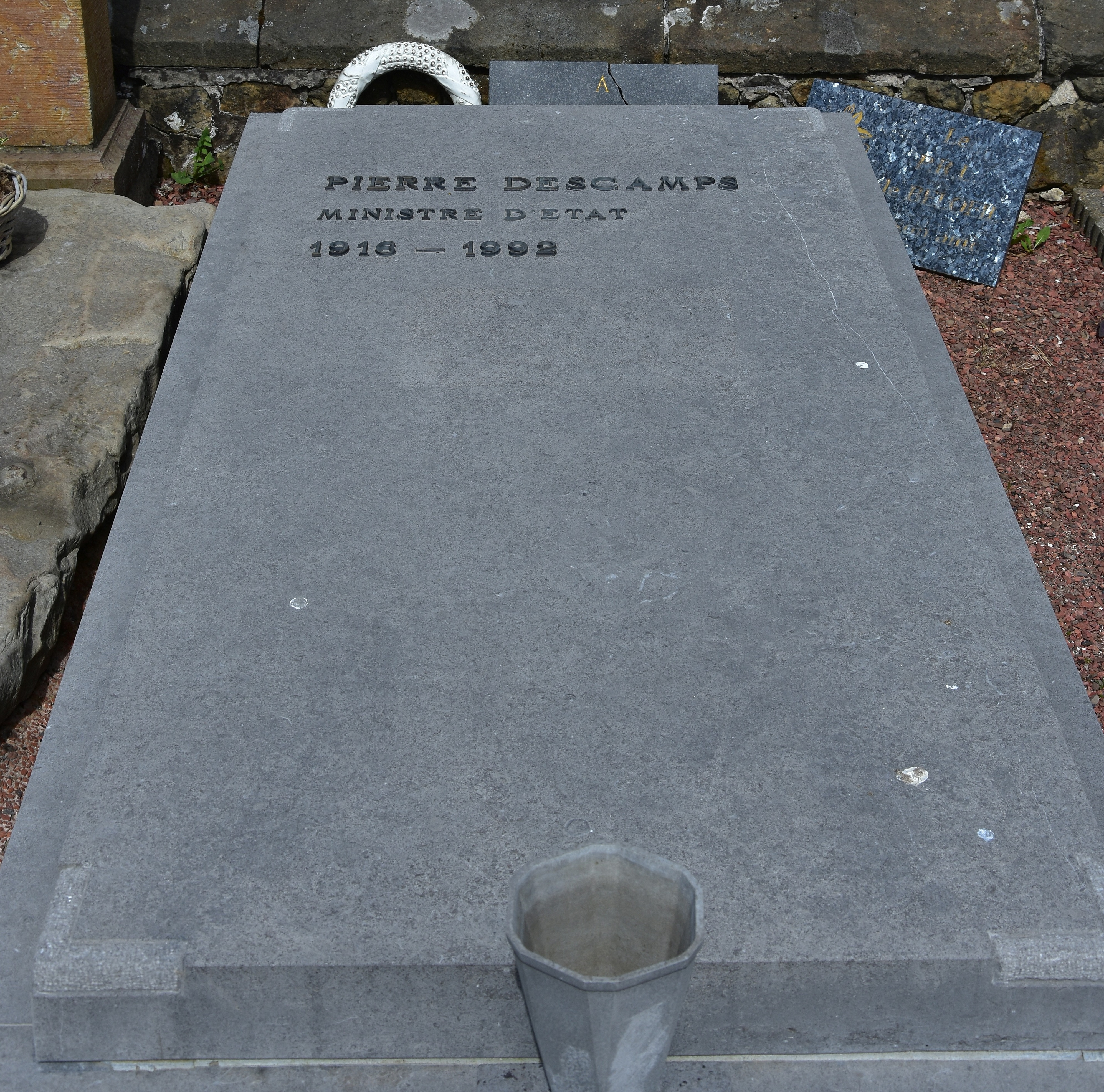
Graf van minister van Staat Pierre Descamps op het kerkhof